# Кобекин, Владимир Александрович
Влади́мир Алекса́ндрович Кобе́кин (род. 22 июля 1947, Березники) — российский композитор, автор опер, балетов, музыки для кино. Заслуженный деятель искусств РСФСР (1987), Лауреат Государственной премии СССР (1987), лауреат премии имени Д. Д. Шостаковича, лауреат международного конкурса имени С. С. Прокофьева.
Окончил Ленинградскую консерваторию (1971), ученик Сергея Слонимского. На протяжении многих лет преподавал композицию в Уральской государственной консерватории.

## Оперы
- «Гамлет (датский) (российская) комедия» в Музыкальном театре им. Станиславского и Немировича-Данченко, премьера — 14 ноября 2008 года. Дирижёр-постановщик — Феликс Коробов. Режиссёр-постановщик — Александр Титель. Художник-постановщик — Эрнст Гейдебрехт. Продолжительность: 2 часа 50 минут[2] За этот спектакль В. Кобекин получил премию «Золотая маска» в номинации «Лучшая работа композитора»,[3] а А. Титель — в номинации «Лучшая работа режиссёра» (2010)
- «Маргарита», постановка Саратовского академического театра оперы и балета (2007, дир. Ю. Кочнев, реж. Д. Исаичев); В. Кобекин получил «Золотую маску» в номинации «Лучшая работа композитора» (2008)[3]
- «Дневник сумасшедшего» (по повести Лу Синя)
- «Счастливый принц» (либретто Алексея Парина по сказке Оскара Уайльда)
- «Шут и король» (либретто композитора по пьесе Мишеля де Гельдерода)
- «Молодой Давид» — постановка Новосибирского академического театра оперы и балета (1998, реж. А. Черняков, дир. А. Людмилин, премия «Золотая маска» за 2000 г.)[3]
- «Пророк» — триптих по произведениям Пушкина: «Дон Гуан», «Пир во время чумы» и «Гибель поэта». Первая постановка — Свердловский академический театр оперы и балета, 1984 г. Режиссёр — Александр Титель, дирижёр-постановщик — Евгений Бражник, художники-постановщики — Юрий Устинов, Эрнст Гейдебрехт. В 1987 году после гастролей театра в Москве спектакль получил Государственную премию СССР. Её лауреатами стали Владимир Кобекин, Александр Титель, Евгений Бражник, исполнители ролей Татьяна Бобровицкая и Валерий Тюменцев.
- «Н. Б. Ф.» (по «Идиоту» Ф. Достоевского)
- «Лебединая песня» (по А. Чехову)
- «Пугачев» (по С. Есенину)
- «Игра про Макса-Емельяна»
- «Сапожки» (по В. Шукшину)
- «Холстомер» (по Л. Толстому)
- «Белая Гвардия» (по М. Булгакову) (музыкальная драма) Театр Музыкальной комедии г. Екатеринбурга, премьера — 30.11.2012. Режиссёр-постановщик — Кирилл Стрежнев,

## Балеты
- «Вешние воды» (композитор Владимир Кобекин, либретто Владимир Кобекин и Кирилл Симонов) Саратовский академический театр оперы и балета (хореограф Кирилл Симонов, дирижёр-постановщик Юрий Кочнев, художники Екатерина Злая и Александр Барменков; премьера состоялась в рамках 31-го Собиновского фестиваля 23 мая 2018 года)

## Другие произведения
- Музыка к мультипликационной трилогии «Муми-дол» («Свердловсктелефильм», 1981—1983).
- Музыка к мультфильму «Притча о ромашках» («Свердловсктелефильм», 1975).